# Canal Angosto
El canal Angosto (según Argentina) o paso La Angostura (según Chile) es un pequeño estrecho de unos 900 metros de ancho que separa la isla Pourquoi Pas y la isla Blaiklock, y que conecta el fiordo Bigourdan y el fiordo Bourgeois, en la costa Fallières de la península Antártica, Antártida.

## Historia y toponimia
Fue descubierto y nombrado de forma descriptiva por la Expedición Británica a la Tierra de Graham bajo la dirección de John Riddoch Rymill, entre 1934 y 1937. Posteriormente, fue cartografiado por el British Antarctic Survey entre 1948 y 1950. Ha sido  traducido al castellano de formas diferentes en las toponimias antárticas de Argentina y Chile.

## Reclamaciones territoriales
Argentina incluye a las islas Shetland del Sur en el departamento Antártida Argentina dentro de la provincia de Tierra del Fuego, Antártida e Islas del Atlántico Sur; para Chile forma parte de la comuna Antártica de la provincia Antártica Chilena dentro de la Región de Magallanes y de la Antártica Chilena; y para el Reino Unido integra el Territorio Antártico Británico. Las tres reclamaciones están sujetas a las disposiciones del Tratado Antártico.
Nomenclatura de los países reclamantes: 
- Argentina: canal Angosto[4][5]
- Chile: paso La Angostura[6]
- Reino Unido: The Narrows[3]